# Baltische Corporation Fraternitas Rigensis Dorpat

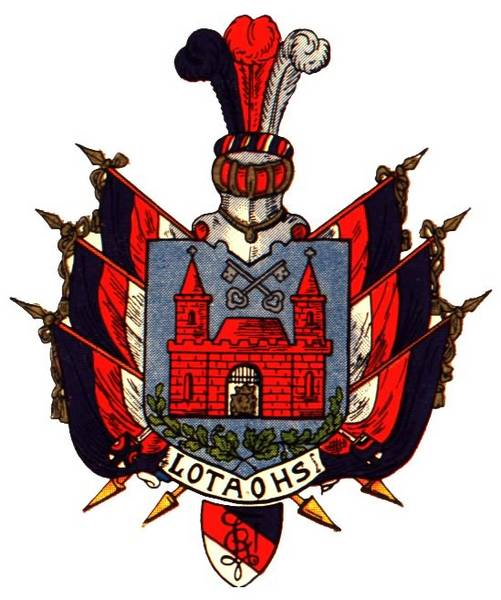
Wappen der Fraternitas Rigensis

Die Baltische Corporation Fraternitas Rigensis war eine Baltische Studentenverbindung. Von 1823 bis 1921 hatte sie ihren Sitz in Dorpat an der Kaiserlichen Universität Dorpat bzw. den Nachfolgeeinrichtungen, von 1921 bis 1939 an der Universität Lettlands in Riga.

## Couleur und Wahlspruch
Die Farben der Fraternitas Rigensis waren blau-rot-weiß, der mit einem Baltenstern bestickte Deckel blau. Das Wappen der Fraternitas Rigensis war das Stadtwappen Rigas, ihr Wahlspruch „Leiden oder triumphieren, Amboß oder Hammer sein“ stammt aus einem Gedicht Goethes. Im Wappen der Fraternitas Rigensis tauchte dann das Goethewort
als Akronym auf: LOTAOHS.

## Geschichte
Nach landsmannschaftlichem Prinzip wurde die Deutsch-Baltische Studentenverbindung Fraternitas Rigensis am 21. Januar 1823 von zwölf Studenten aus Riga in Dorpat gegründet. Die Studentenverbindung sah ihre Aufgabe in der „Vorbereitung zur künftigen Wirksamkeit im Vaterlande Riga Livland“.
Mit Gründung Estlands konnten die Studenten aus Riga nicht mehr auf Deutsch oder Russisch an der nun estnischen Universität Tartu studieren, so dass die Fraternitas Rigensis 1921 ihren Sitz nach Riga verlegte, wo gerade die Universität Lettlands gegründet worden war.
Mit der Umsiedlung aufgrund des Deutsch-sowjetischen Nichtangriffspakts wurde die Aktivitas 1939 aufgelöst. Die Philisterschaft traf sich bis 1998.

## Bekannte Mitglieder
- Arend Berkholz (1808–1888), Bürgermeister von Riga
- August Wilhelm Buchholtz (1803–1875), Sammler und Pädagoge
- August von Bulmerincq (1822–1890), Jurist
- Michael von Bulmerincq (1805–1893), Mediziner und Forstwirt
- Alexander Julius Burchard (1872–1955), Pastor und Propst in Riga und Breslau
- Theophil Gaehtgens (1847–1919), Pastor, Generalsuperintendent von Livland
- Carl Friedrich Glasenapp (1847–1915), Pädagoge und Wagnerforscher
- Bernhard von Hollander (1856–1937), Historiker
- Alexander Keilmann (1863–1919), Gynäkologe in Riga
- Alexander von Kieter (1813–1879), Chirurg
- Walter Kikuth (1896–1968), Mediziner
- August Loeber (1865–1948), Rechtsprofessor und Senator der Republik Lettland
- Dietrich A. Loeber (1923–2004), Rechtswissenschaftler
- Oskar Masing (1874–1947), Germanistikprofessor des Herder-Instituts
- Wilhelm Ostwald (1853–1932), Chemiker und Nobelpreisträger
- Arthur Poelchau (1845–1919), Historiker
- Peter August Poelchau (1803–1874), Theologe und Bischof
- Hans von Rimscha (1899–1987), Professor für Geschichte an der Universität Erlangen
- Carl Schirren (1826–1910), Historiker
- Wilhelm Stieda (1852–1933), Nationalökonom
- George Thoms (1843–1902), Agrikulturchemiker
- Max Treu (1907–1980), Klassischer Philologe und Übersetzer
- Lars Adolf Erich von Wichert (1831–1902), Stadtarzt von Riga